# Soleils de septembre
Soleils de septembre est un chœur à quatre voix mixtes et piano de Lili Boulanger composé en 1911 et 1912.

## Présentation
Soleils de septembre, à l'incipit « Sous les tièdes rayons des soleils de septembre », est un chœur à 4 voix mixtes et piano composé du 29 novembre 1911 au 23 février 1912 sur un poème d'Auguste Lacaussade (extrait de Poèmes et paysages, 1852).
Le texte du chœur est celui du concours d'essai pour le prix de Rome de composition musicale de 1907 (passé par Nadia Boulanger).
La partition est publiée en 2004 par les éditions Durand (cotage D.&F. 15247).
Soleils de septembre , au « jeu subtil des effets de lumière changeants » souligne Roman Hinke, est d'une durée moyenne d'exécution de six minutes environ.

## Discographie
- Lili Boulanger, Hymne au Soleil : Œuvres chorales - Choral works, Orpheus Vokalensemble, Antonii Baryshevskyi (piano), Michael Alber (dir.), Carus 83.489, 2018[3] ; premier enregistrement mondial.